# Nang (Nyingchi)
Nang (en tibetano, སྣང་རྫོང་།; wylie, snang rdzong; literalmente, ‘aparición’; en chino, 朗县; pinyin, Nǎng xiàn) es un condado bajo la administración directa de la Prefectura Nyingchi en la Región autónoma del Tíbet, República Popular China. Su área es 16 760 km² y su población total para 2010 fue cercana a los 35 mil habitantes.

## Administración
El condado de Nang se divide en 6 pueblos que se administran en 3 poblados y 3 villas.